# 穆特·博鲁普·埃格德
穆特·伊内库纳卢克·博鲁普·埃格德（發音：[mut͡sːi inɜquˈnaːluk ˈpou̯ʁɔp ˈeːəðə]；1987年3月11日—），格陵兰政治人物，左翼政党因纽特人共同体主席、格陵兰议会议员，曾任格陵兰总理。

## 早年生活
1987年3月11日，穆特·博鲁普·埃格德在格陵兰首府努克出生，在纳萨克成长，于卡科尔托克受教育，2007年进入格陵兰大学，主修文化与社会历史。2011年至2012年，任格陵兰学者学生联合会（Greenlandic Academic Student Society）副主席。2013年，半途辍学，继承父亲的饲料公司。

## 政治生涯
2007年，任格陵兰青年议会（Inuusuttut Inatsisartui）议员。2013年至2015年，任因纽特人共同体青年党部（Inuusuttut Ataqatigiit）主席。
2015年丹麥大選，代表因纽特人共同体党角逐丹麥議會议席，最终因得票数不足落败。
2018年12月1日，当选因纽特人共同体主席，接任莎拉·奥尔斯维格。2021年格陵蘭大選，率领共同体取得大胜，凭借36.6%（3380票）的得票率击败时任总理金·基尔森率领的前进党，成为议会第一大党。
2021年4月23日，获格陵兰议会选举为新任格陵兰总理，为格陵兰有史以来最年轻的总理。
2025年格陵蘭大選，被延斯-弗雷德里克·尼尔森击败而卸任总理。

## 政治思想
埃格德是格陵兰独立运动支持者，曾公开指控丹麦政府对格陵兰进行种族灭绝。